# 陸建德
陸建德（1954年2月—），中國英語文學研究者、作家，中國社會科學院外國文學研究所原黨委書記、副所長、《外國文學動態》主編，現任中国社会科学院文学研究所所長、研究員、博士生導師，中國共產黨党员。

## 生平
原籍浙江海寧，杭州出生長大，係東吳僑姓陸家後人，上海復旦大學本科外國語言文學系英語專業畢（1982年），師承陸谷孫等先生。
1990年获英國劍橋大學博士学位。

## 專書著作
- 《麻雀啁啾》
- 《破碎思想體系的殘編――英美文學與思想史論稿》
- 《思想背後的利益――文化與政治評論集》
- 《潛行烏賊》
- 《高懸的畫布》

## 其他論著
- 《辛亥革命前的中國》（合作）

## 譯作
- 《考德威爾文學論文集》（合譯，譯7、11等章及撰寫譯本序）
- 《浪漫派、叛逆者、反动派：1760年—1830年英国文学及其背景》（巴特勒作品，合譯）

## 主編
- 《艾略特文集》

## 外部連結
- 外國文學網陸建德資料網頁[永久]